# مركز الحلال التايواني
مركز تايوان للحلال (بالصينية التقليدية: 臺灣清真推廣中心، وبالصينية المبسطة: 台湾清真推广中心) هي منظمة تروج لصناعة الحلال في تايوان.

## تاريخ
تم إنشاء المنظمة من قبل مجلس تنمية التجارة الخارجية التايواني في 21 أبريل 2017 في تايبيه.       وهي جزء من سياسة التوجه الجنوبي الجديدة. 

## جوائز
فازت المنظمة بالجائزة الذهبية لمجلس السياحة الماليزي في 31 أكتوبر 2018. 

## روابط خارجية
- الموقع الرسمي